# Макроны

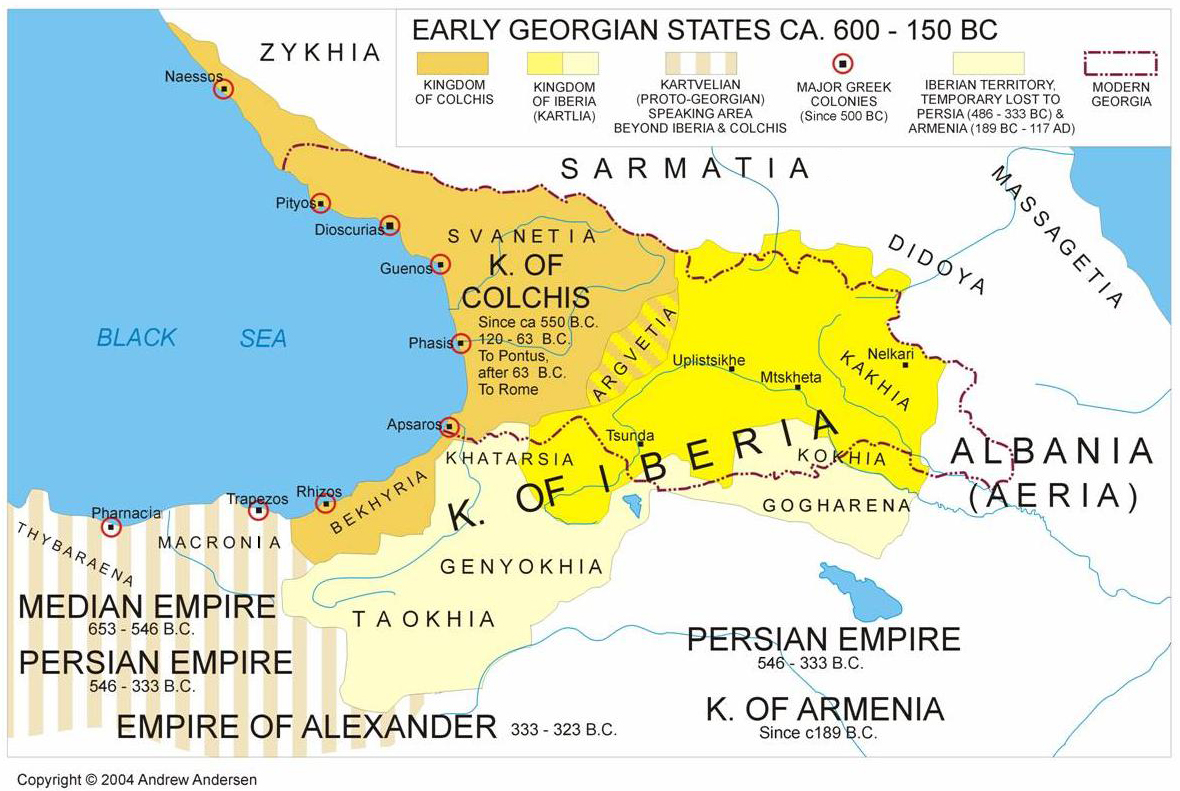
Область расселения макронов (Macronia) на юго-восточном побережье Черного моря

Макроны (греч. Μάκρωνες) — древний народ, обитавший на юго-восточном побережье Черного моря (к востоку от города Трабзон). Упомянуты Геродотом как данники империи Ахеменидов из XIX округа. Соседями макронов были моссинойки, колхи и халибы. Макроны были известны анонимному автору Перипла, а также Геродоту, Ксенофонту, Плинию и Скилаксу (который по ложностью называл их «Макрокефалой»). Они носили хитоны и были вооружены щитами и копьями. Макроны участвовали в экспедиции персов в Грецию в V в. до н. э.. Их ополчением предводительствовал Артаикт — сатрап из Геллеспонта.